# Klara Yamada
Klara Yamada (ur. 1580 w Ōmuri w Japonii; zm. 10 września 1622 na wzgórzu Nishizaka w Nagasaki) – błogosławiona Kościoła katolickiego, japońska męczennica, ofiara prześladowań antykatolickich w Japonii.

## Życiorys
Jej mężem był Dominik Yamada. Klara Yamada należała do Bractwa Różańcowego.
W Japonii w okresie Edo (XVII w.) doszło do prześladowań chrześcijan. Klara Yamada została ścięta 10 września 1622 na wzgórzu Nishizaka w Nagasaki za ukrywanie misjonarza franciszkanina Piotra z Ávili. Z tego samego powodu jej męża spalono żywcem w dniu jej egzekucji.
Została beatyfikowana razem z mężem w grupie 205 męczenników japońskich przez Piusa IX w dniu 7 lipca 1867 (dokument datowany jest 7 maja 1867)
Dniem jej wspomnienia jest 10 września (w grupie 205 męczenników japońskich).